# Bohuslav Martinů

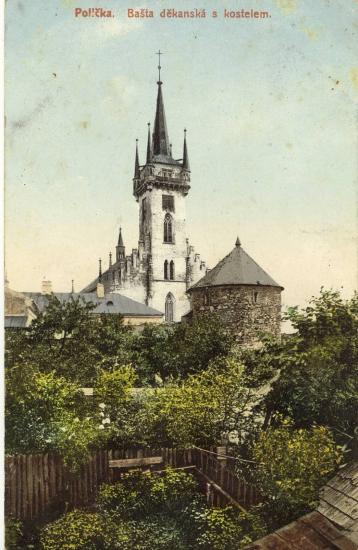
Wieża kościelna, w której kompozytor mieszkał jako dziecko. Ojciec Martinů był odpowiedzialny za alarmowanie mieszkańców miasta w razie pożaru.

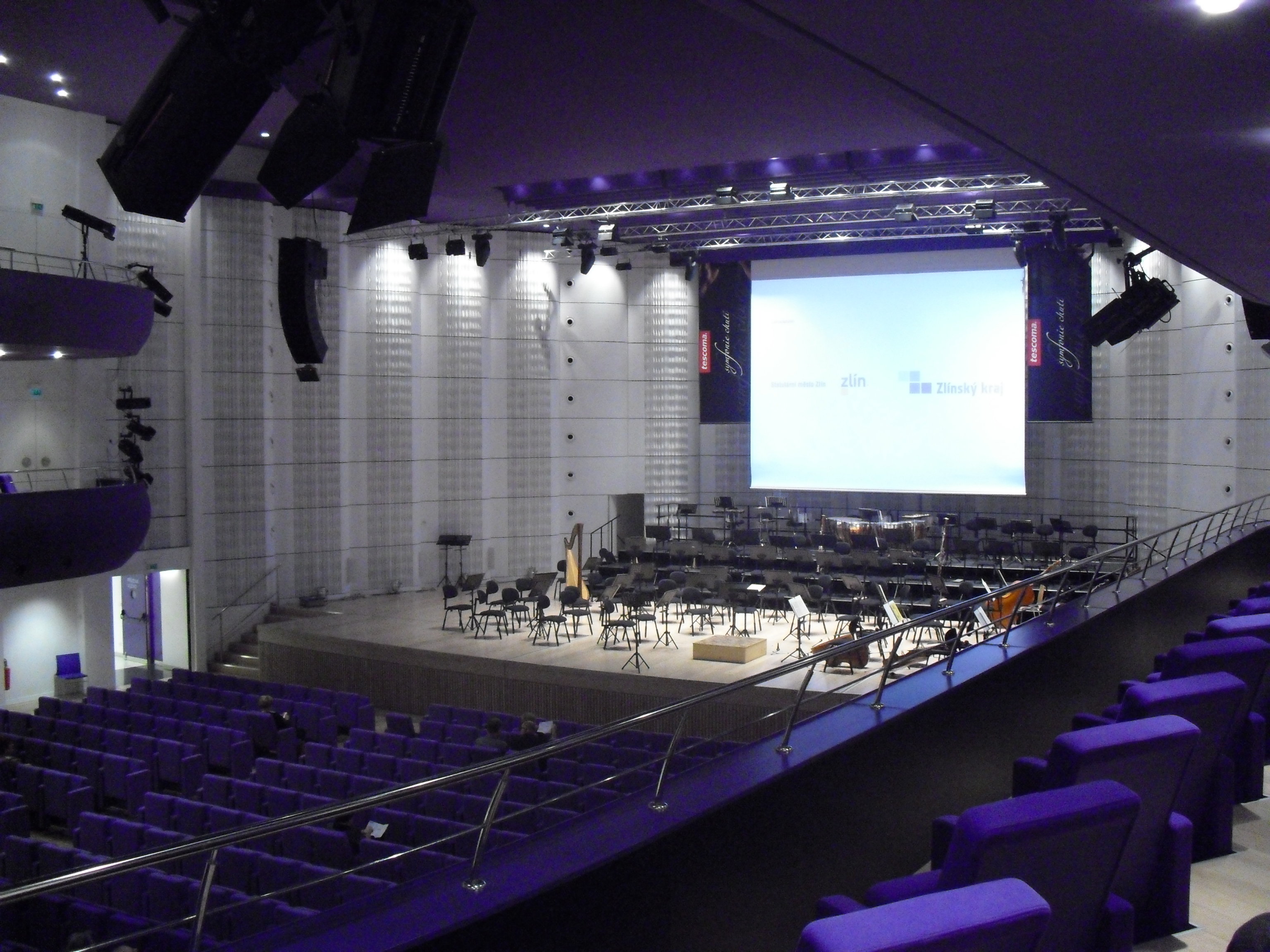
Filharmonia w Zlinie nosi imię Bohuslava Martinů

Bohuslav Martinů ([ˈbɔɦuslaf ˈmaɾcɪnuː] ( odsłuchaj); ur. 8 grudnia 1890 w Poličce, zm. 28 sierpnia
1959 w Pratteln) – czeski kompozytor muzyki poważnej tworzący w stylu neoklasycznym ; wykładowca Uniwersytetu Princeton i Mannes School of Music .
Martinů napisał dziesięć baletów, siedemnaście oper (w tym Mirandolinę), sześć symfonii, siedemnaście koncertów, a także wiele dzieł kameralnych, dużych utworów wokalno-instrumentalnych oraz pieśni. W 1968 Harry Halbreich opublikował chronologiczny katalog dzieł kompozytora, zawierający 387 pozycji .

## Życiorys
Urodził się 8 grudnia 1890 w Poličce. Ze względu na szereg napotykanych przez niego trudności w kontaktach z ludźmi biografowie zakładają retrospektywnie, że mógł on cierpieć na zespół Aspergera należący do zaburzeń ze spektrum autyzmu. Studiował w Konserwatorium Praskim, którego nie ukończył przenosząc się do szkoły organowej , a od 1913 był skrzypkiem Filharmonii Czeskiej. W Poličce mieszkał do 16 roku życia . Przed I wojną światową uczył gry na skrzypcach . Po wojnie wznowił studia kompozycji kształcąc się u Josefa Suka. W 1919 jako drugi skrzypek Filharmonii Czeskiej wyruszył w trasę koncertową po Europie . W 1922 Teatr Narodowy w Pradze wystawił jego balet Istar. 
Od 1923 do 1940 przebywał w Paryżu gdzie zainteresował się muzyką Igora Strawinskiego, Grupy Sześciu, ekspresjonizmem oraz jazzem , a także utrzymywał kontakty z miejscowymi muzykami, m.in. z Albertem Rousselem. W tym czasie swoimi utworami zwrócił uwagę m.in. Siergieja Kusewickiego.
Po wybuchu II wojny światowej pomagał emigrantom z Protektoratu Czech i Moraw przybyłym do Francji , zaś po kampanii francuskiej zamieszkał w Stanach Zjednoczonych . Po zakończeniu wojny zaproponowano mu posadę wykładowcy w praskim konserwatorium, której nie objął ze względu na stan zdrowia oraz sytuację polityczną w Czechosłowacji. Ta odmowa spowodowała, że nowe, komunistyczne władze Czechosłowacji blokowały wykonywanie utworów kompozytora skazując tym samym cały jego dorobek na niemal całkowite zapomnienie. Dopiero po „aksamitnej rewolucji” w latach osiemdziesiątych, utwory czeskiego twórcy zaczęto na nowo doceniać i powróciły na rodzime estrady. W 1953 i 1956 uzyskał stypendium Guggenheima. 
Po powrocie do stolicy Francji przeniósł się do Nicei, a następnie do Szwajcarii. Zmarł w Pratteln 28 sierpnia 1959  z powodu raka żołądka. W 1989 jego ciało przewieziono do Polički .
W 1991 roku został pośmiertnie odznaczony Orderem Tomáša Garrigue Masaryka II klasy. Na jego cześć została nazwana odkryta w 1971 roku planetoida (3081) Martinůboh.

## Wybrane utwory[2]
- Istar (balet)
- Kukiełka (cykl utworów fortepianowy)
- La jazz
- Suita jazzowa
- Kot (balet)
- Špalíček (balet)
- II Kwartet smyczkowy
- Koncert podwójny na dwie orkiestry smyczkowe, fortepian i kotły
- Concerto grosso na orkiestrę kameralną